# 3779 Kieffer
3779 Kieffer (1985 JV1) là một tiểu hành tinh vành đai chính được phát hiện ngày 13 tháng 5 năm 1985 bởi E. Shoemaker và C. Shoemaker ở Palomar.